# Peter Ykens

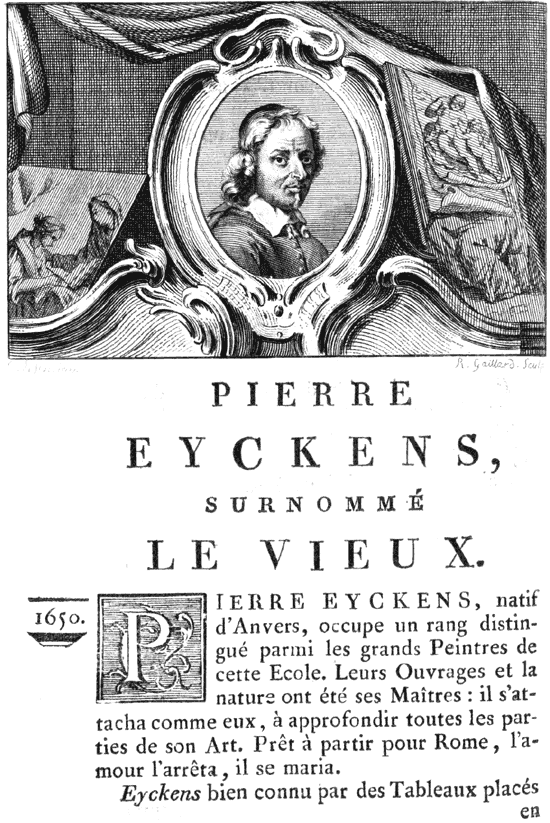
Portret van Peter Ykens in Jean-Baptiste Descamps' "La Vie des Peintres..."

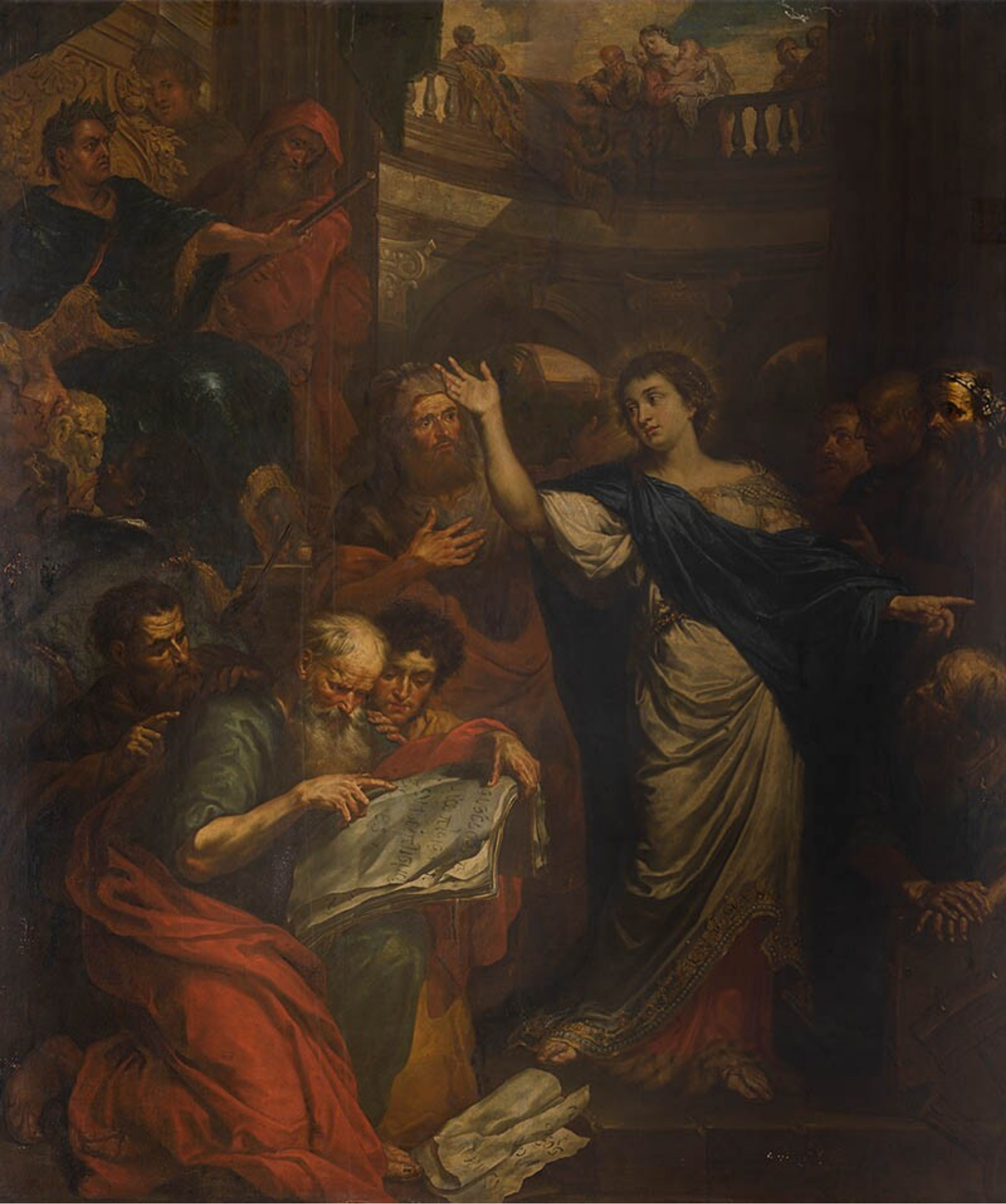
Heilige Catharina van Alexandrië in discussie met de vijftig filosofen, olieverf op doek, 1688 (Koninklijk Museum voor Schone Kunsten Antwerpen)

Peter Ykens (alternatieve familienamen Eijckens, Eyckens en Eykens en alternatieve voornaam Pieter)  (Antwerpen, 1648 – aldaar, 1695), was een Zuid-Nederlands kunstschilder uit de baroktijd.

## Levensloop
Hij was een leerling van zijn vader Jan (Johan) Ykens.  Zijn zuster was de schilderes van bloemstukken Catharina Ykens II.  Volgens de Franse biograaf Jean-Baptiste Descamps was Ykens van plan om naar Rome te reizen maar na zijn huwelijk zag hij daar van af. Descamps schrijft verder dat Ykens het niet maken van een Romereis probeerde te compenseren door het bestuderen van prenten naar Italiaanse werken, romeinse antiquiteiten en gipsreliëfs.
Hij was de leermeester van Karel Breydel, Erasmus Causse, Gaspaer Janssens, Jan Thomas van Kessel en Jacob Leyssens.
Zijn zonen Johan en Frans werden schilders van bloem- en vruchtenstillevens.
Hij overleed in Antwerpen.

## Werken
Hij schilderde christelijk religieuze voorstelling en portretten en is verantwoordelijk voor een groot aantal altaarstukken en werken in paleizen. Hij werkte regelmatig samen met Gaspar Pieter Verbruggen II, een schilder gespecialiseerd in stillevens en meer bepaald bloemstillevens.  Hij schilderde ook de stoffage voor andere schilders zoals Ferdinand van Kessel.